# (39729) 1996 XD
(39729) 1996 XD est un astéroïde de la ceinture principale d'astéroïdes découvert en 1996.

## Description
(39729) 1996 XD a été découvert le 1er décembre 1996 à l'observatoire de Nihondaira, un observatoire astronomique qui se trouve sur une colline surplombant Shimizu-ku à Shizuoka au Japon, par Takeshi Urata.

### Caractéristiques orbitales
L'orbite de cet astéroïde est caractérisée par un demi-grand axe de 2,41 ua, un périhélie de 1,94 ua, une excentricité de 0,20 et une inclinaison de 3,42° par rapport à l'écliptique. Du fait de ces caractéristiques, à savoir un demi-grand axe compris entre 2 et 3,2 ua et un périhélie supérieur à 1,666 ua, il est classé, selon la JPL Small-Body Database, comme objet de la ceinture principale d'astéroïdes.

### Caractéristiques physiques
(39729) 1996 XD a une magnitude absolue (H) de 15,3 et un albédo estimé à 0,216.